# 草津市立老上小学校
草津市立老上小学校（くさつしりつ おいかみしょうがっこう）は、滋賀県草津市野路町にある公立小学校。南草津駅西口の区画整理事業などで児童数が急増し、2016年（平成28年）4月に校区の西半分が新設の草津市立老上西小学校へと分離された。

## 沿革
- 1891年（明治24年） - 現在地に尋常科老上小学校を創立する。
- 1901年（明治34年） - 老上尋常高等小学校に改称する。
- 1941年（昭和15年）4月 - 国民学校令により老上国民学校に改称する。
- 1947年（昭和22年）4月 - 学制改革により老上村立老上小学校に改称する。
- 1954年（昭和27年）10月 - 町村合併（草津市誕生）により、草津市立老上小学校に改称する。
- 1960年（昭和35年） - 校舎の改築工事が竣工する。
- 1964年（昭和39年） - プールが竣工する。
- 1974年（昭和49年） - 新校舎（鉄筋3階建て）が竣工する。
- 1977年（昭和52年）4月 - 校区変更に伴い、草津市立玉川小学校を新設・分離[4][5]。
- 2016年（平成28年）4月 - 校区変更に伴い、草津市立老上西小学校を新設・分離[1][2][3]。

（学校の名称に関する参考資料：）

## 基礎データ

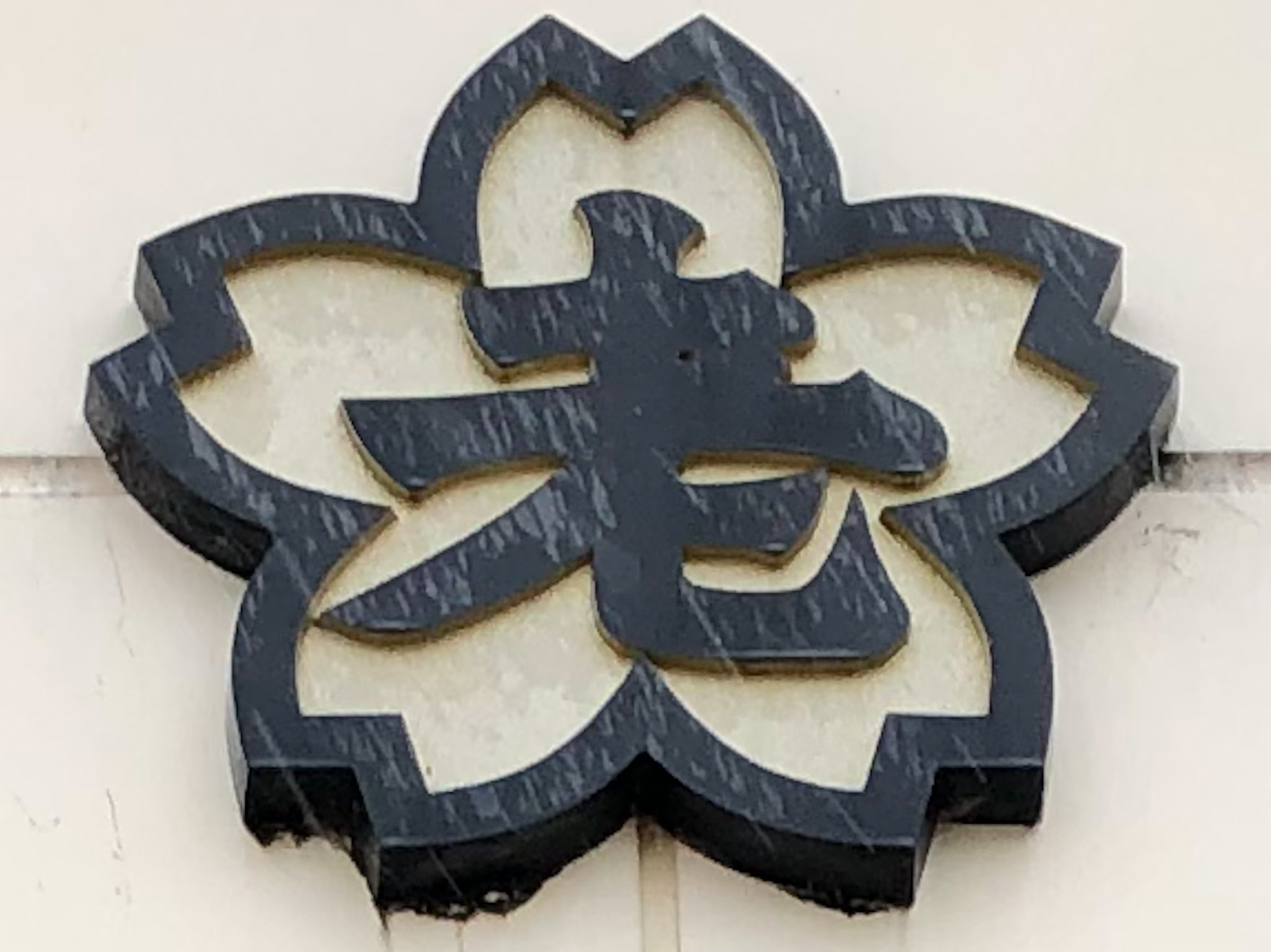
草津市立老上小学校 校章

### スローガン
- 教育目標 - 学びをふかめ、心ゆたかに、自分をみがこう[7][8]
- 合言葉 - もっと老上 ずっと老上 This is OIKAMI[7]

## 通学区域
- 草津市
  - 南草津1丁目 - 5丁目と南草津プリムタウン1丁目 - 4丁目の全域、橋岡町のほぼ全域、南笠町・矢橋町の一部[9]

## 主な進学先
- 草津市立老上中学校[9]

## 著名な卒業生
- 松田宣浩（元プロ野球選手）[10]

## アクセス
- JR琵琶湖線（東海道本線）南草津駅
  - 同駅よりまめバス「老上まちづくりセンター」停留所下車、徒歩約2分[11]。
  - 同駅より近江鉄道バス「南草津団地」停留所下車、徒歩約6分[11]。
  - 同駅より徒歩約16分[11]。

## 学区内の著名な施設
- 南笠古墳[12]
  - 草津市で現存する唯一の古墳群であり、前方後円墳2基と半壊状の円墳1基でできている[13]。
- 猿田彦神社[14]
  - 地域の交通安全を願う、道案内の神様[15]。南大萱、南笠、矢倉を結ぶ街道と矢橋街道の分岐点にあたる交通の要となる場所に位置している。
- 南田山稲荷神社[16]
  - 五穀豊穣や家内安全に功徳がある。南田山稲荷神社の奥に古墳の横穴式石室が存在している。

## その他
- 校内には"「のびっ子」老上"という児童育成クラブ（学童保育所）が設けられている[注 1][18]。